# 天皇 (歌劇)

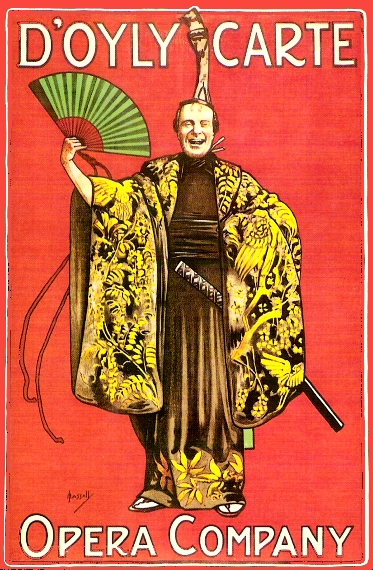
喜歌劇《天皇》的海報

《天皇》（英語：The Mikado），又稱《蒂蒂普鎮》（英語：The Town of Titipu），是一部兩幕喜歌劇，由阿瑟·萨利文作曲、 威廉吉伯特爵士撰寫劇本，這套是他們十四次合作的歌剧中的第九次。該劇於1885年3月14日在倫敦開演，在西區的薩伏依劇院（Savoy Theatre）共演出了672場，是當時音樂劇中演出時間第二長的作品，也是當時演出時間最長的戲劇作品之一。到1885年底，估計歐洲和美國至少有150家劇團製作過這部歌劇。
《天皇》是國際上最成功的薩沃伊歌劇，尤其受到業餘劇團和學校表演的歡迎。作品被翻譯成多種語言，是歷史上演出最頻繁的音樂劇作品之一。《天皇》是一部諷刺19世紀末英國制度、社會與政治的作品。歌劇的背景設定在幻想中的日本，一個遠離當代英國，充滿異國情調的地方，吉爾伯特能夠更自由地諷刺英國政治，並軟化他對英國社會制度的批評的影響，就像他在《伊德公主》（Princess Ida） 、 《貢多拉船夫》（The Gondoliers）、 《托邦有限公司》（Utopia, Limited）和《大公爵》（The Grand Duke）中使用其他「外國」背景一樣。不過，在21世紀，該劇的一些美國製作，因為宣揚美国社会对东亚人的刻板印象而受到批評。